# Buergeria japonica
Buergeria japonica es una especie de ranas que habita en Japón y Taiwán. 
Esta especie se encuentra en peligro de extinción  por la pérdida de su hábitat natural.